# GR-90
El GR-90 o Sendero Ibérico Zaragozano es un sendero de gran recorrido, que discurre por el sistema Ibérico de la provincia de Zaragoza (España).

## Descripción
Es un sendero que se planteó que uniera el sistema Ibérico con el Bajo Aragón en tres fases, de las que actualmente están señalizadas dos fases:
- I Fase: de 210 km que unen Tarazona con Morata de Jalón, por el Moncayo.
- II Fase: de 410 km que unen Morata de Jalon Con Badules.

El sendero enlaza con los senderos de gran recorrido GR-13, GR-24, GR-86, GR-93, GR-260.

## Etapas
- 1ª Tarazona-Litago 13 km 4 h.
El sendero comienza en Tarazona, en el cruce de la Carretera N-122 con la carretera que va hacia Santa Cruz de Moncayo, donde a los pocos minutos se abandona por una pista a la izquierda de la carretera y a los 5 minutos deja de compartir recorrido con el sendero de pequeño recorrido PR-Z 1, y a unos 15 minutos veremos una casa de campo a la derecha, cerca de este punto habrá que tener un poco de cuidado de no desorientarse ya que la pista se convierte en un pequeño sendero que une con otra pista , que antes de volver a juntarse con el PR-Z 1, se puede visitar el Pozo de los Aines, y desde allí podremos alcanzar Grisel.[4] Que tras pasar el pueblo, el sendero asciende hacia La Diezma en un sendero bastante definido, donde pasa cerca del mirador, donde muy cerca enlazara con el PR-Z 2 en dirección Trasmoz, tras bajar la diezma se cruzara la carretera de Tarazona a Vera de Moncayo, y el sendero ira ascendiendo hasta las cercanías de Lituénigo donde enlaza y comparte recorrido con el GR-260 hasta Litago, tras bajar hacia la localidad, antes de entrar al pueblo, el GR- 90 se desdobla en la variante GR-90.1 que va hacia Talamantes en dirección Santuario de la Virgen de Moncayo y enlaza con el PR-Z 2 en dirección San Martín de la Virgen de Moncayo, donde iremos hacia el cementerio, para girar hacia la izquierda para ir a la entrada de Lituénigo, donde hay un panel informativo,[5] y se coge el camino de Litago que está caracterizado de subidas y bajadas hasta llegar a Litago.[6]

- 2ª Litago-Talamantes 15´4 km 4:55 h.
 Comienza en Litago donde deja de compartir sendero con el GR-260, y va hacia la carretera de Tarazona, donde en la última casa del pueblo gira el sendero a la derecha, tras pasar el río, el sendero gira a la izquierda y deja de compartir recorrido con el PR-Z 2 en dirección Trasmoz, para en dos lazaras volver a coincidir con el mismo sendero. Tras haber conseguido más altura por la pista, se llega a la carretera que va hacia el Monasterio de Veruela, y tras cruzarla, se continua por una pista que pasa por un encinar y acaba en un campo, donde hay que tener la precaución de no desorientarse, ya que el sendero tiene que llevar a un antiguo camino de herradura, que tras bajar este camino, llega al barranco de Morca y tras cruzarlo, se asciende a una pista, que lleva a Añon de Moncayo.[7]

## Variantes
|         | Variantes |
| GR-90.1 | Lituénigo - Campamento Juvenil D.G.A.- Santuario de la Virgen de Moncayo - Collado de la Estaca - Talamantes.                                                                                        |
| GR-90.2 | Cruce GR 90.1 Collado de la Estaca - Purujosa - Calcena - Aranda de Moncayo - Viver de la Sierra Calatayud - Torres de Calatayud - Villalba de Perejil - Belmonte de Gracián - Mara - Miedes - Langa |
| GR-90.3 | Belmonte de Gracián - Vivel de Bicort - Tobed - Aguarón - Cariñena Paniza - Cerveruela - Villarreal de Huerva - Mainar - Retascón - Daroca (PR-Z 20)                                                 |